# Reginald Davani
Reginald Davani (5 de febrero de 1980 en Puerto Moresby) es un exfutbolista papú que jugaba de mediocampista y actual asistente de Wynton Rufer, entrenador de la selección de Papúa Nueva Guinea Sub-19.
Con 15 goles en 21 partidos, es el máximo goleador de selección papú.

## Carrera
Debutó en el Queensland Lions en 1996. Se mantuvo en el fútbol australiano hasta que en 2001 pasó al University Inter papú. En 2003 se mudó a Nueva Zelanda para jugar primero en el Metro FC y luego en el North Shore United para recalar en 2004 en el Bay Olympic. En 2007 sus buenas actuaciones lo llevaron a ser contratado por el Auckland City, con quien disputó el Campeonato de Fútbol de Nueva Zelanda 2007/08. En 2008 firmó con el Kossa FC, club con el que obtuvo el subcampeonato en la Liga de Campeones de la OFC. Volvería a Australia en 2009 para jugar en una serie de clubes hasta pasar en 2012 al Gigira Morobe papú y en 2014 darle final a su carrera allí.

### Clubes
| Club                        | País               | Año         |
| --------------------------- | ------------------ | ----------- |
| Queensland Lions            | Australia          | 1996 - 1997 |
| Ipswich Knights             | Australia          | 1998        |
| Queensland Lions            | Australia          | 1999 - 2000 |
| Taringa Rovers              | Australia          | 2001        |
| University Inter            | Papúa Nueva Guinea | 2001 - 2002 |
| Metro FC                    | Nueva Zelanda      | 2003        |
| North Shore United          | Nueva Zelanda      | 2003        |
| Bay Olympic                 | Nueva Zelanda      | 2004 - 2006 |
| Auckland City Football Club | Nueva Zelanda      | 2007 - 2008 |
| Kossa FC                    | Islas Salomón      | 2008        |
| Hume City FC                | Australia          | 2009        |
| Logan United                | Australia          | 2009 - 2010 |
| Brisbane Olympic            | Australia          | 2010 - 2011 |
| Sunshine George Cross       | Australia          | 2011 - 2012 |
| Gigira Morobe               | Papúa Nueva Guinea | 2012 - 2014 |

### Carrera internacional
Jugó su primer partido en representación de Papúa Nueva Guinea ante las Islas Salomón por la Copa Melanesia 1998 que los salomonenses ganaron 3-1. Disputó la Copa de las Naciones de la OFC 2002, en donde le convirtió un gol a Tahití en la derrota papú por 3-1. Jugó también los Juegos del Pacífico Sur 2003 y 2011 y la Copa de las Naciones de la OFC 2012. En total disputó 21 partidos y convirtió 15 goles, siendo el máximo goleador de su selección.

## Palmarés
| Título                  | Club             | País            | Año  |
| ----------------------- | ---------------- | --------------- | ---- |
| P. Moresby Prem. League | University Inter | Papúa N. Guinea | 2001 |
| Northern League         | Bay Olympic      | Nueva Zelanda   | 2004 |

### Distinciones individuales
| Distinción                                                     | Año  |
| -------------------------------------------------------------- | ---- |
| Delantero del año de la Asociación de Fútbol de Puerto Moresby | 2001 |
| Jugador del año de los jugadores - Bay Olympic                 | 2004 |